# Drino compacta
Drino compacta là một loài ruồi trong họ Tachinidae.